# Jakub Katzenbogen
Jakub Katzenbogen, auch Kacenbogen, Kacenbejgen oder Kancenbejgen (* 18. August 1857 in Minsk; † 2. Mai 1908 in Łódź) war ein polnischer Maler und Zeichenlehrer.

## Leben und Werk
Jakub Katzenbogen studierte an der  Kunstakademie in St. Petersburg, wo er sein Studium mit Auszeichnung abschloss. Mitte der 1890er Jahre ließ er sich in Lodz nieder. Er machte sich insbesondere als Kunstpädagoge einen Namen und erwarb große Verdienste durch die Gründung einer Privatschule für Malerei und Zeichnen im Jahre 1896, die er bis zu seinem Lebensende unterhielt.
Diese von ortsansässigen jüdischen Industriellen finanziell unterstützte Schule war berufsorientiert und bildete vor allem jüdische Studenten auf den Gebieten dekorative und angewandte Kunst aus. Aus seiner Privatschule gingen zahlreiche später berühmt gewordene Maler wie Adolf Behrman, Henryk Barczyński, Icchok Brauner,  Henryk Epstein, Maurycy Mędrzycki sowie Arthur Szyk hervor, der dort Zeichenkurse für Kinder besuchte.
Über Katzenbogens eigenes künstlerisches Schaffen ist hingegen bislang wenig überliefert. Auf der Kunstausstellung im  Geyer-Palast in Lodz 1903 war er mit einer Herbstlandschaft und dem Gemälde Knabe mit Angel (beide wohl Öl, ca. 1903) vertreten.